# Amazonomaquia

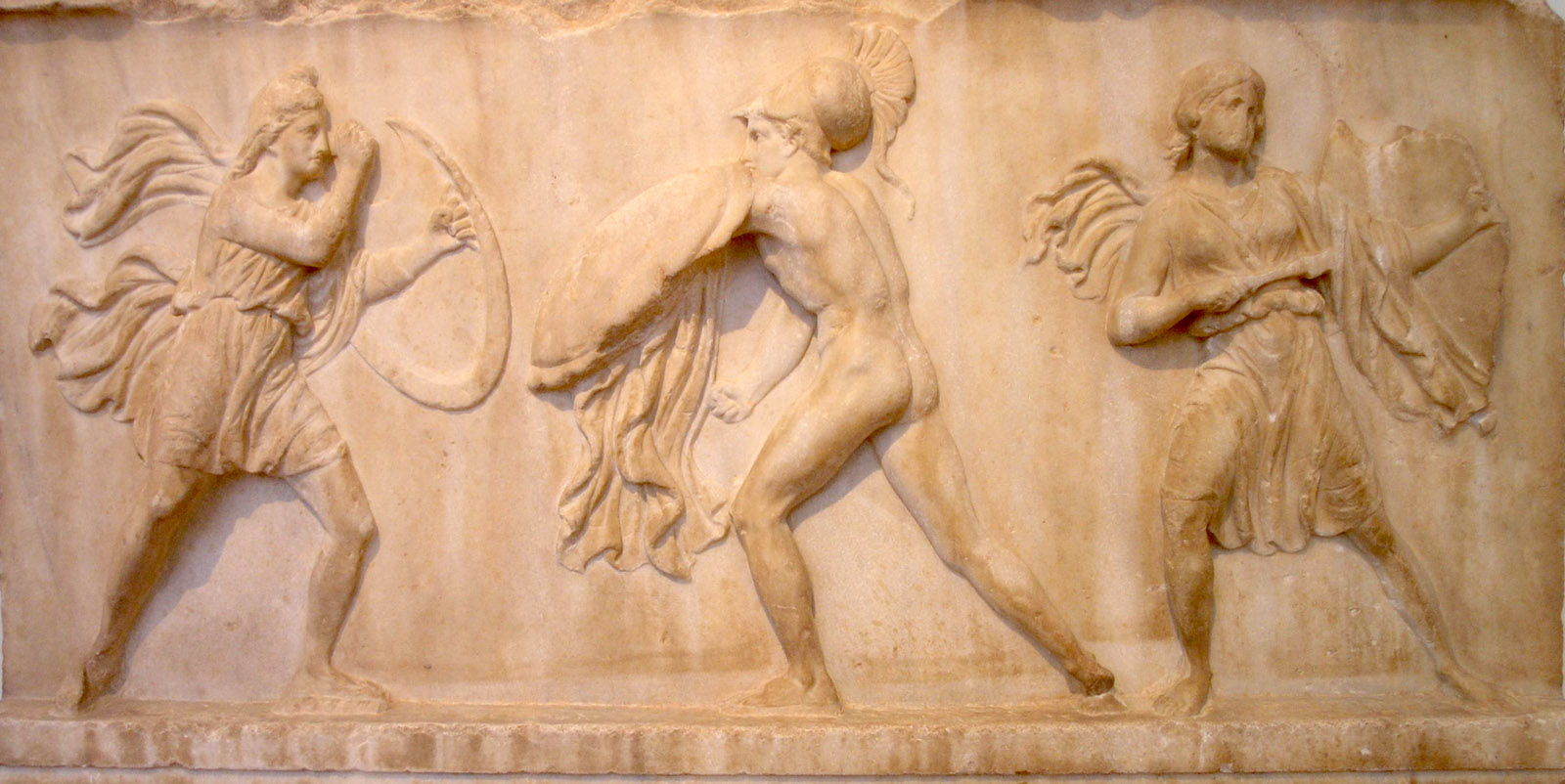
Amazonomaquia, bajorrelieve ático del Museo Arqueológico Nacional de Atenas

La amazonomaquia, literalmente «el combate de las amazonas», es un tema iconográfico frecuente en la antigüedad griega y romana, que se encuentra representado tanto en vasos cerámicos como bajorrelieves de monumentos o de sarcófagos. Se trata de escenas de combate de este pueblo mítico de mujeres guerreras contra los griegos, con los héroes siguientes: Teseo, que capturó a su reina Hipólita (o Antíope según los autores), Aquiles, triunfante sobre Pentesilea ante Troya, o incluso Heracles. Según la teoría más aceptada, se considera que vivían más allá de los escitas.
Entre los monumentos más célebres que consta en su decoración una amazonomaquia, se pueden citar, en orden cronológico:
Sobre todo, destacan los relieves en las metopas del "Partenón de Atenas", hechas por Fidias
- el templo de Apolo en Eretria;
- el Tesoro de los atenienses en Delfos;
- el Templo de Apolo Epicurio de Bassae;
- el Mausoleo de Halicarnaso,
- el Altar de Zeus de Pérgamo.